# Fernando Teixeira Vitienes
Fernando Teixeira Vitienes, conocido como Teixeira Vitienes I  (Santander, Cantabria, 28 de julio de 1971), es un exárbitro de fútbol de la Primera División de España. Pertenecía al Comité de Árbitros de Cantabria. Es hermano menor del también árbitro José Antonio Teixeira Vitienes (n. 1970, conocido como Teixeira Vitienes II).

## Trayectoria
Fernando Teixeira jugó en las categorías inferiores del equipo de su barrio, el San Joaquín. Con 12 años de edad comenzó en el arbitraje tras animarle su tío Andrés, que también fue árbitro. Debutó en Primera División de España el 2 de septiembre de 2003 en el Real Sociedad de Fútbol contra el Real Club Celta de Vigo (1-1).
Dirigió el partido de vuelta de la Supercopa de España de 2010 entre el Fútbol Club Barcelona y el Sevilla Fútbol Club (4-0). Un año después sería el encargado de arbitrar el partido de ida de la Supercopa de España de 2011 entre el Real Madrid Club de Fútbol y el Fútbol Club Barcelona (2-2).
Tras doce temporadas, se retiró en la temporada 2014/15. El último encuentro que dirigió fue el Rayo Vallecano de Madrid-Real Sociedad de Fútbol (2-4) el 23 de mayo de 2015

## Internacional
El 1 de enero de 2009 estrenó internacionalidad, y lució la escarapela FIFA por primera vez en partido internacional en un encuentro amistoso entre selecciones Sub-21, celebrado en Cork, el 10 de febrero de 2009 entre Irlanda y Alemania (1-1). Posteriormente fue el representante español como árbitro de los Juegos Mediterráneos de 2009. Como internacional en partido de clubes debutó el 16 de julio de 2009, en Kumanovo (República de Macedonia, hoy Macedonia del Norte), en el partido de segunda ronda clasificatoria de Europa League, entre el Milano Kumanovo y el Slaven Belupo Koprivnica (0-4). Perdió la escarapela el 31 de diciembre de 2014.

## Temporadas
| Categoría            | País   | Año       |
| -------------------- | ------ | --------- |
| Tercera División     | España | 1992-1996 |
| Segunda División "B" | España | 1996-1999 |
| Segunda División     | España | 1999-2003 |
| Primera División     | España | 2003-2015 |